# 虚空蔵山 (長崎県川棚町)
虚空蔵山（こくぞうさん）は、長崎県東彼杵郡川棚町と同郡東彼杵町及び佐賀県嬉野市に跨っている標高608.5mの山。山頂は川棚町に属する。九州百名山の一つ。古くは甲後岳との別称があった。

## 概要
火山としての活動時期は古く約250万年前から220万年前で、200万年を越える期間の噴火記録はない。山体は主に輝安山岩からなるが山頂部は既に浸食が進んでおり、川棚町側からはマッターホルン峰に似た山容が望める。山頂には一等三角点が設置されており、また、山名の由来となった虚空蔵菩薩が祭られている。